# ナターレ・スキアヴォーニ
ナターレ・スキアヴォーニ（Natale Schiavoni、 Schiavoneとも、1777年4月25日 - 1858年4月15日）はイタリアの画家である。

## 略歴
ヴェネツィア近くのキオッジャで生まれた。幼い頃から絵の才能を示し、1793年からヴェネツィア美術アカデミーでフランチェスコ・マジョット(Francesco Maggiotto:1738–1805)に学んだ。1800年にトリエステに移り、ミニアチュール画家として成功した。1810年にはナポレオンの養子、ウジェーヌ・ド・ボアルネが副王を務めるイタリア王国の首都となったミラノに移り、肖像画家として働き、副王一家の肖像画を描き、また多く出版した版画の元絵を描いた。
北イタリアがオーストリアの属国、ロンバルド＝ヴェネト王国となった後、1816年にオーストリア皇帝フランツ1世にウィーンに招かれ、皇帝一家の家族やウィーンの貴族の肖像画を描いて成功した。肖像画の他に、煽情的な雰囲気を持った女性画も描き、宗教画も描いた。
1821年にヴェネツィアに戻り、ヴェネツィア美術アカデミーの教授に任じられた。
ヴェネツィアで没した。
息子の Felice Schiavoni(1803–1868) と Giovanni Schiavoni(1804–1848)も画家になり、歴史や神話を題材に絵画を描いた。

## 作品

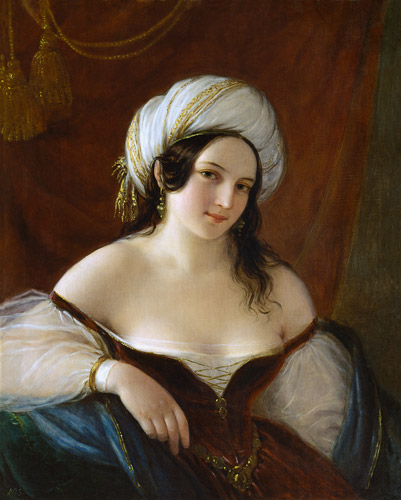
「オダリスク」(1845)
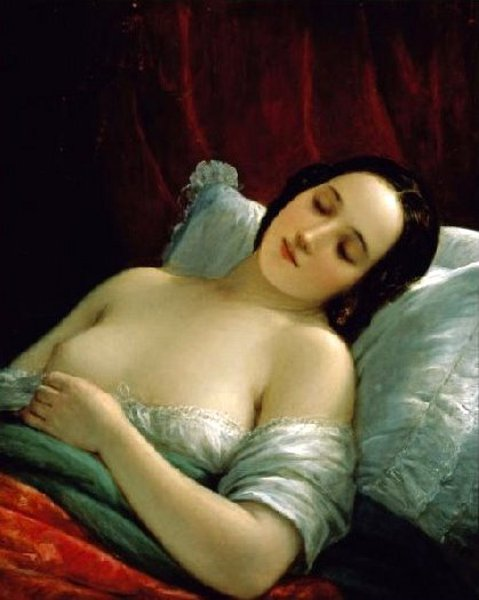
「眠る女性」(c.1820)
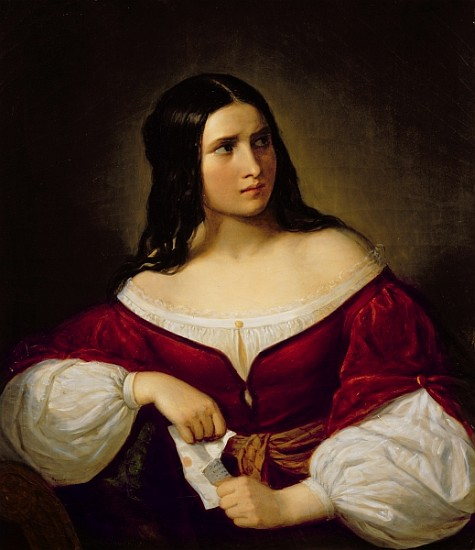
「嫉妬」(c.1820)
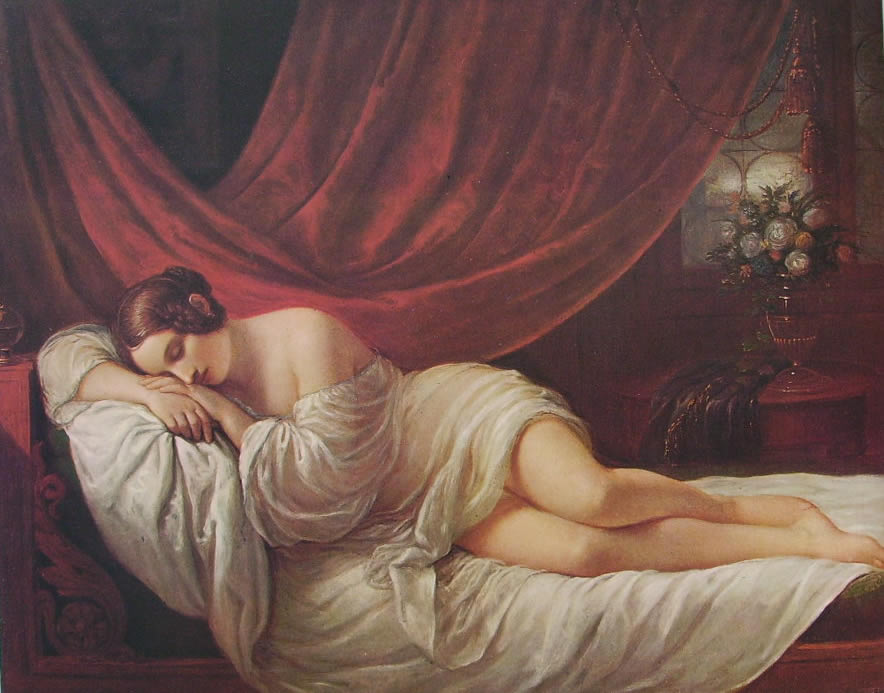
聖母子 (1842)
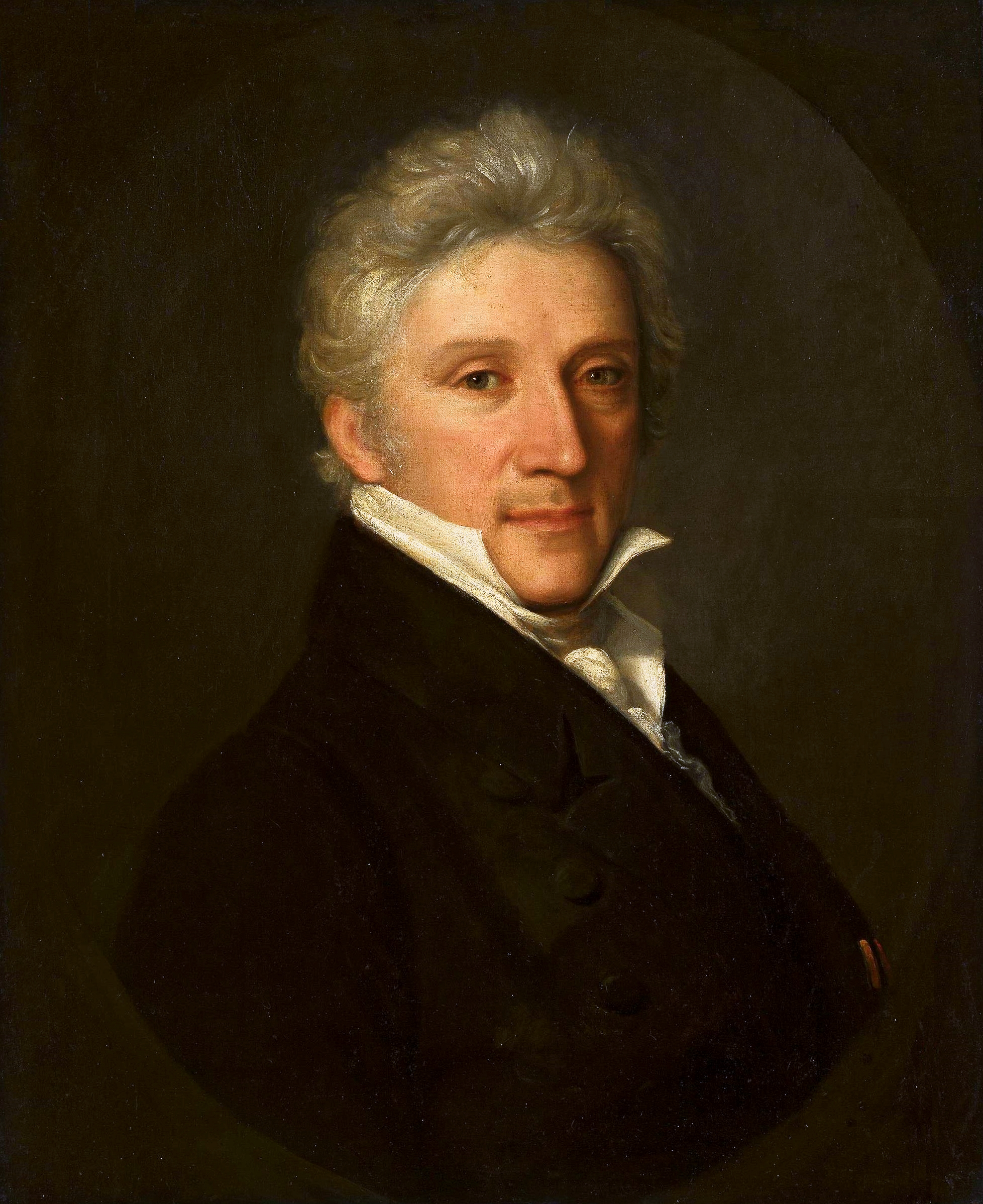
Leopoldo Cicognara-美術史家(1824/1831)
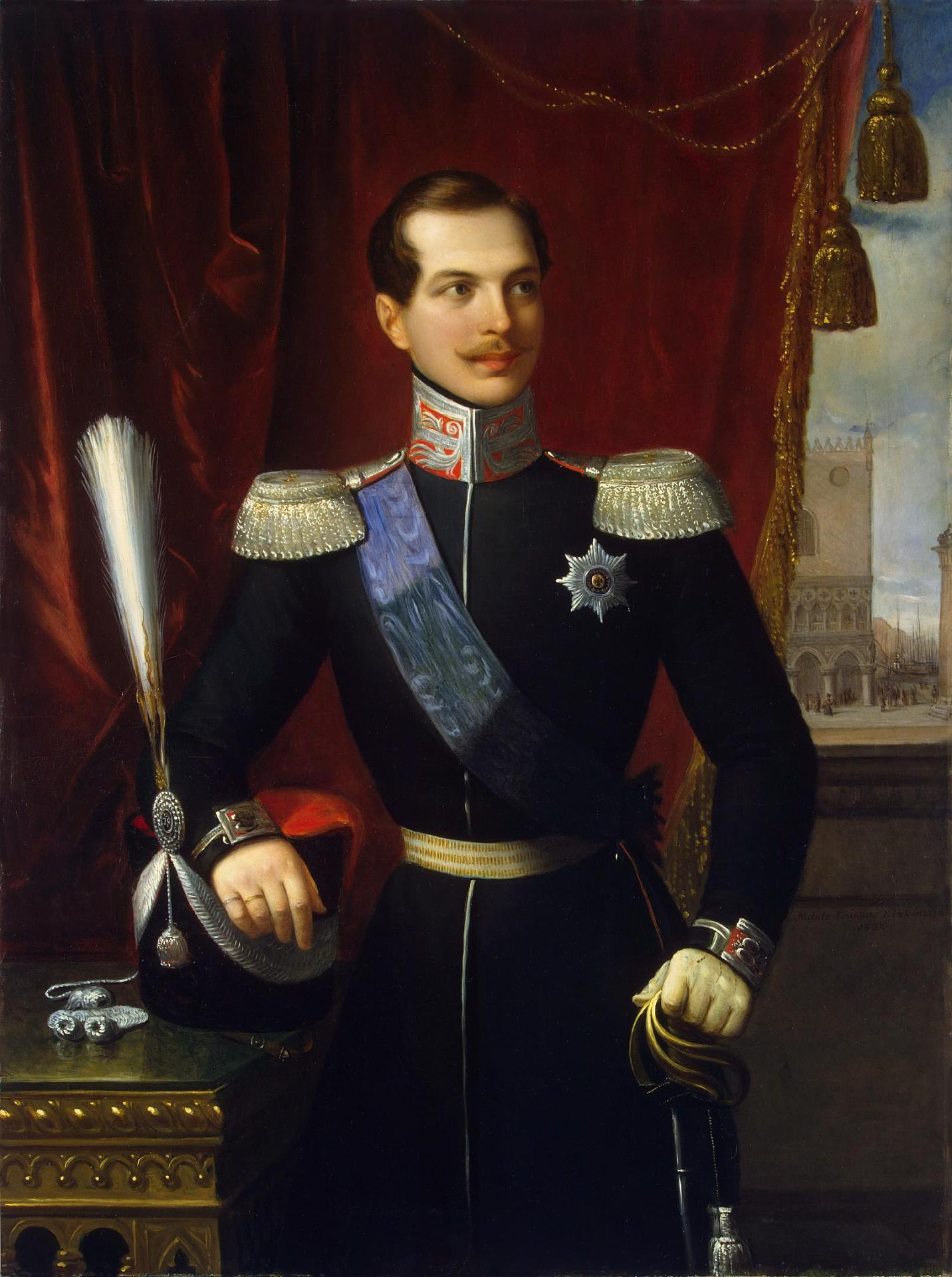
Alfred von Neipperg-オーストリア軍人
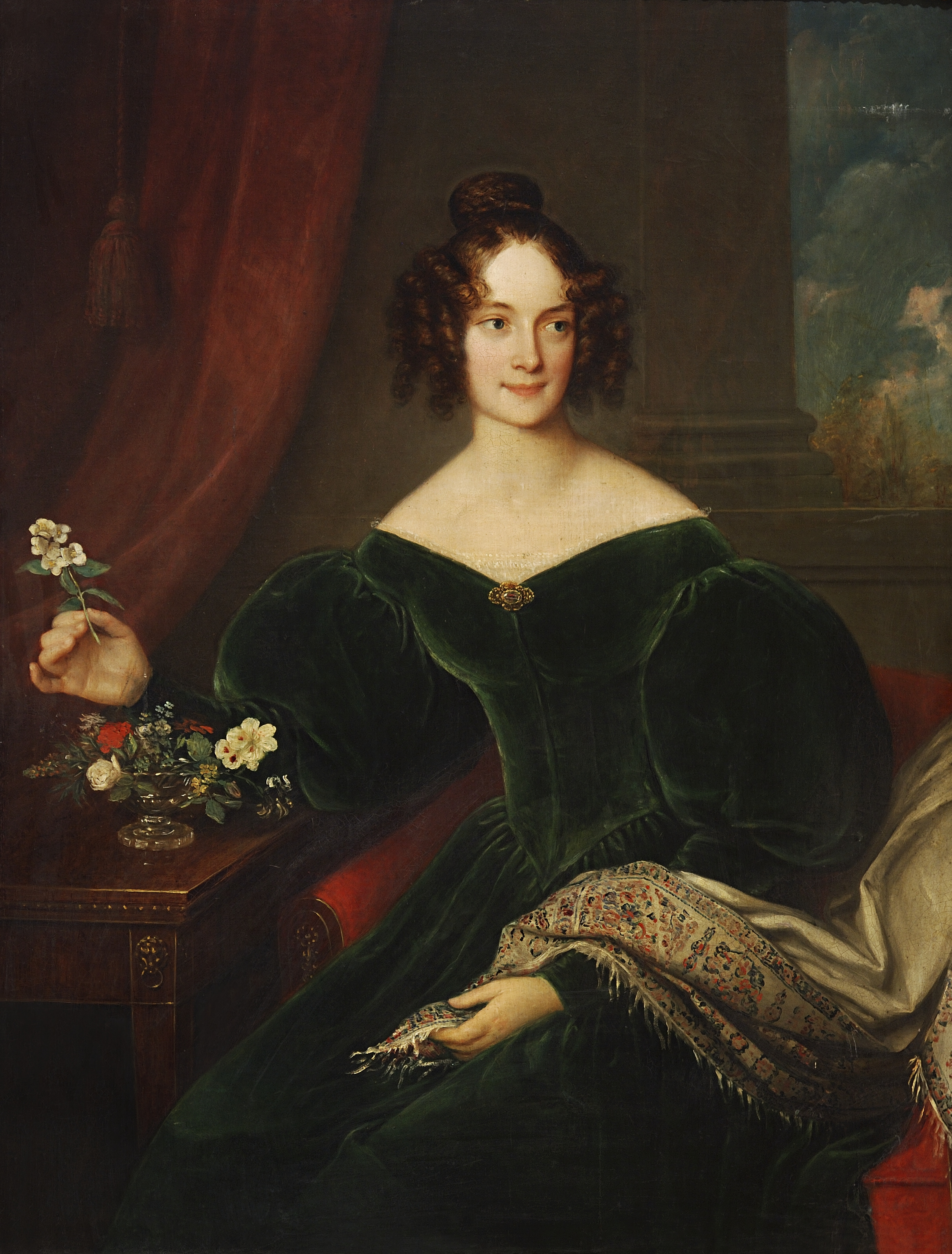